# Saul Berlin
Samuel Berlin (ur. 1740 w Głogowie, zm. 16 listopada 1794 w Londynie) – rabin Frankfurtu nad Odrą w latach 1768–1782.
Syn berlińskiego nadrabina Hirschela Lewina. Uzyskał wykształcenie talmudyczne w Berlinie. Poślubił Sarel Fränkel (1744-1810), córkę wrocławskiego nadrabina Josepha Jonasa Fränkela, jakiś czas potem rozwiódł się z nią.
W 1784 r. przez dłuższy czas przebywał we Włoszech. Przez liczne polemiki z autorytetami (tj. np. Chaim David Azulai i Raphael Cohen) wywował kilka skandali.
W 1794 r. wyjechał do swojego brata, londyńskiego nadrabina Salomona Herschella. Został pochowany w alei zasłużonych jednego z cmentarzy żydowskich w Londynie.